# 施泰嫩巴赫河 (利馬特河支流)
47°13′05″N 8°58′17″E / 47.21792°N 8.97151°E

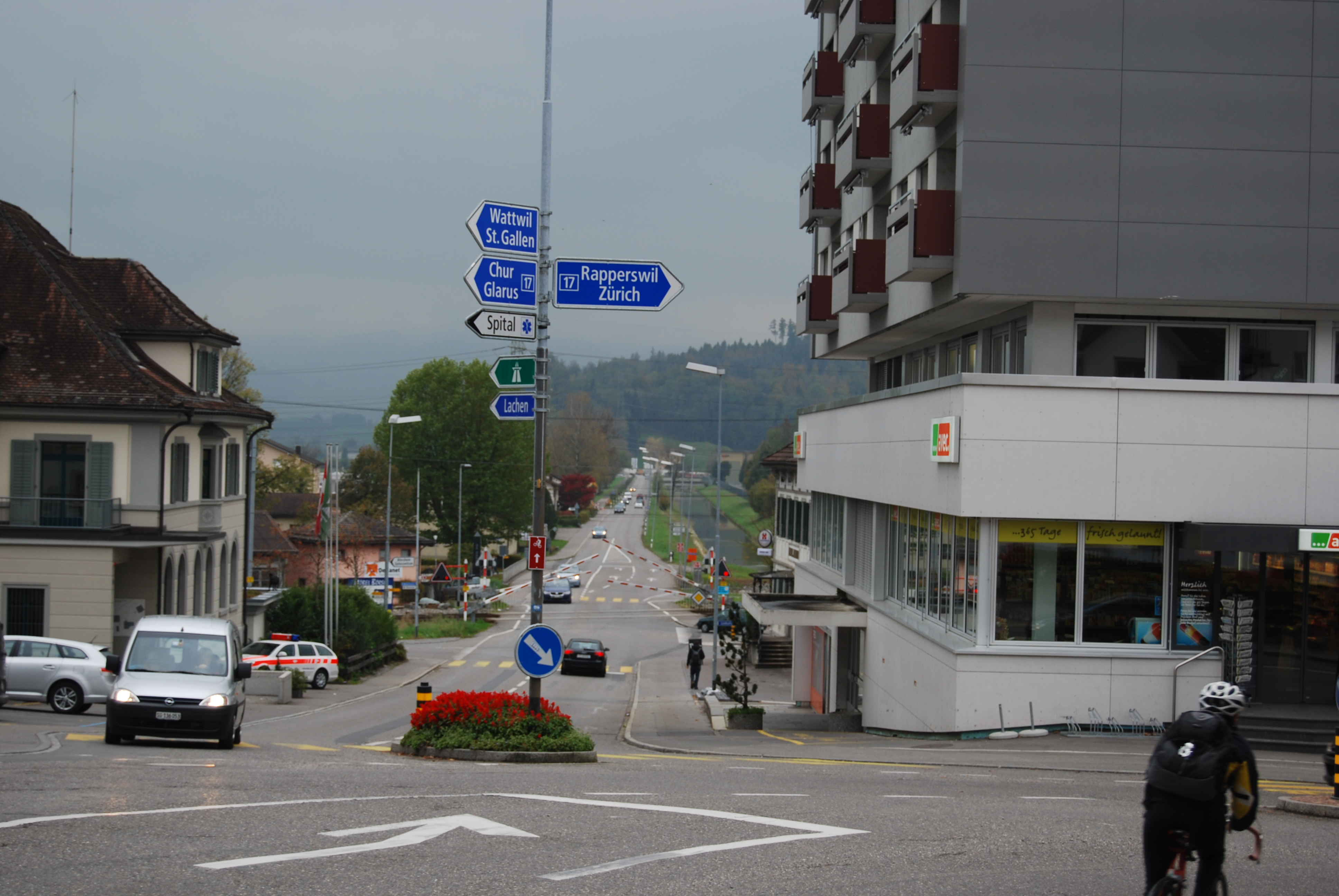

施泰嫩巴赫河是瑞士的河流，位於該國東北部，流經聖加侖州，屬於利馬特河的支流，河道全長13公里，流域面積35平方公里，河口處在烏茨納赫以南。